# Tennis ai Giochi della II Olimpiade
Alla II Olimpiade svoltisi a Parigi in Francia nel 1900 furono assegnate medaglie in quattro specialità tennistiche. Gli incontri furono disputati dal 6 all'11 luglio all'Ile du Puteaux Club situato su un'isola nel mezzo della Senna e il cui presidente ha concesso l'utilizzo dell'impianto solamente cinque giorni prima dell'inizio previsto del torneo.
Pur avendo un ristretto parco partecipanti, 19 uomini e 7 donne, erano presenti molti dei migliori tennisti in circolazione a partecipare da Reggie e Laurie Doherty, il primo vincitore di quattro Wimbledon consecutivi dal 1897 al 1900 a cui poi rispose Laurie con cinque successi consecutivi dal 1902 al 1906. I due insieme inoltre allora avevano appena vinto per la quarta volta consecutiva, su cinque finali, il torneo di doppio sempre a Wimbledon.

## Podi

### Singolare

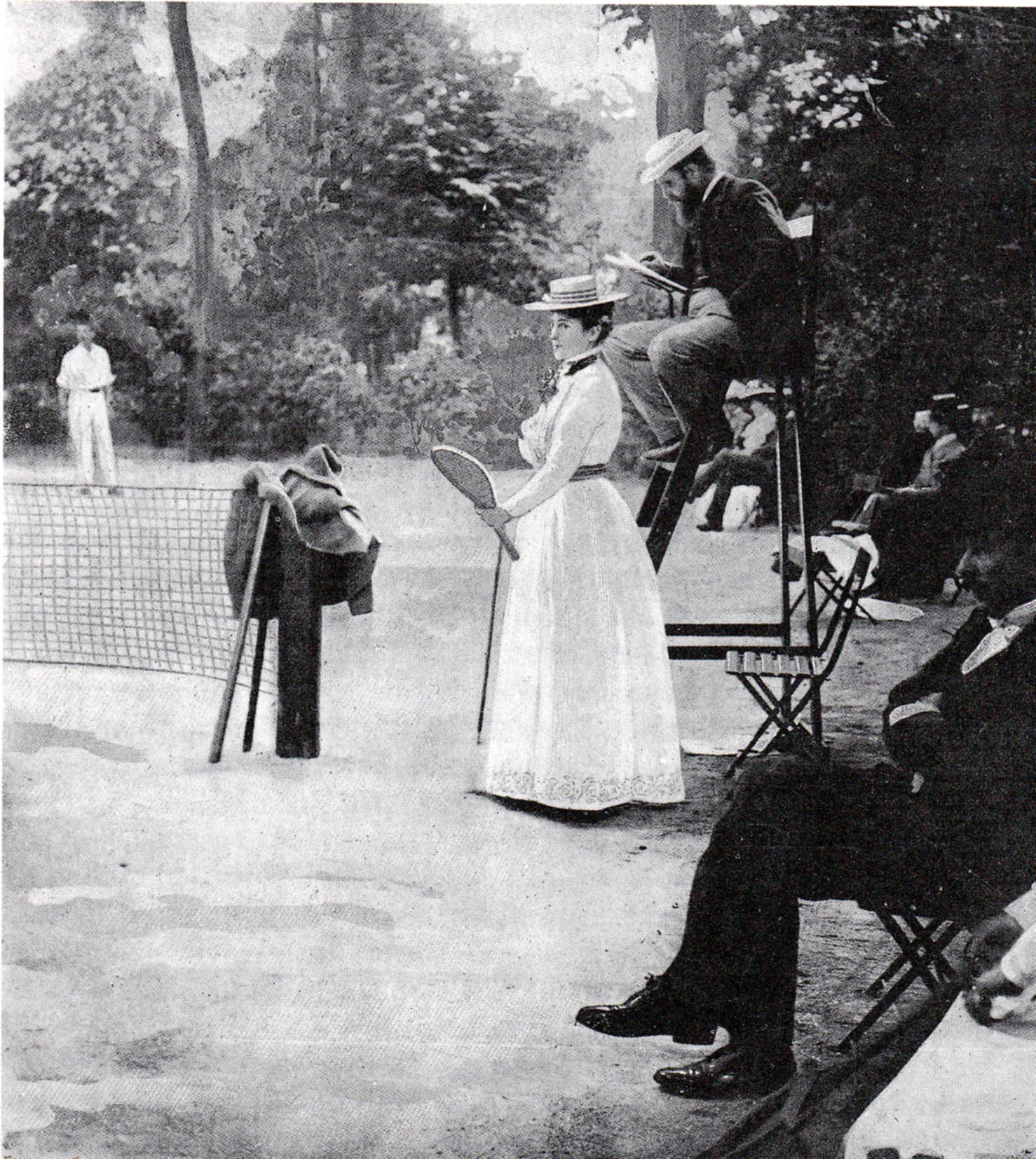
La vincitrice del singolare femminile, Charlotte Cooper

| Evento               | Oro              | Argento        | Bronzo               |
| Maschile (dettagli)  | Laurence Doherty | Harold Mahony  | Reginald Doherty     |
| Maschile (dettagli)  | Laurence Doherty | Harold Mahony  | Arthur Norris        |
| Femminile (dettagli) | Charlotte Cooper | Yvonne Prévost | Marion Jones         |
| Femminile (dettagli) | Charlotte Cooper | Yvonne Prévost | Hedwiga Rosenbaumová |

### Doppio
| Evento              | Oro                                           | Argento                                               | Bronzo                                              |
| Maschile (dettagli) | Regno Unito Laurence Doherty Reginald Doherty | Squadra mista Max Décugis Basil Spalding de Garmendia | Regno Unito Harold Mahony Arthur Norris             |
| Maschile (dettagli) | Regno Unito Laurence Doherty Reginald Doherty | Squadra mista Max Décugis Basil Spalding de Garmendia | Francia André Prévost Georges de la Chapelle        |
| Misto (dettagli)    | Regno Unito Charlotte Cooper Reginald Doherty | Squadra mista Yvonne Prévost Harold Mahony            | Squadra mista Marion Jones Laurence Doherty         |
| Misto (dettagli)    | Regno Unito Charlotte Cooper Reginald Doherty | Squadra mista Yvonne Prévost Harold Mahony            | Squadra mista Hedwiga Rosenbaumová Archibald Warden |

## Medagliere
| Posizione | Paese       |   |   |    | Totale |
| --------- | ----------- | - | - | -- | ------ |
| 1         | Regno Unito | 4 | 2 | 5  | 11     |
| 2         | Francia     | 0 | 3 | 1  | 4      |
| 3         | Stati Uniti | 0 | 1 | 2  | 3      |
| 4         | Boemia      | 0 | 0 | 2  | 2      |
| Totale    | Totale      | 4 | 6 | 10 | 20     |